# جایزه بزرگ کانادا ۱۹۸۰
جایزه بزرگ کانادا ۱۹۸۰ (انگلیسی: ‎1980 Canadian Grand Prix‎) یک مسابقهٔ موتوری در رشتهٔ اتومبیل‌رانی فرمول یک بود که در تاریخ ۲۸ سپتامبر ۱۹۸۰ در پیست ژیل ویلنوو واقع در مونترآل، کانادا برگزار شد. این گراند پری در میان ۱۴ گراند پری در فصل ۱۹۸۰، مسابقهٔ شمارهٔ ۱۳ بود.
در این مسابقه که در ۷۰ دور و به مسافت ۳۰۸٫۷۰۰ کیلومتر (۱۹۱٫۸۱۷ مایل) برگزار شد، پول پوزیشن توسط نلسون پیکه کسب شد و سریع‌ترین زمان برای طی یک دور پیست که برابر با ۱:۲۸٫۷۶۹ بود نیز توسط دیدیه پرونی به ثبت رسید.
آلن جونز از تیم ویلیامز-فورد، کارلوس روتمان از تیم ویلیامز-فورد و دیدیه پرونی از تیم لیجیه-فورد به‌ترتیب مقام‌های اول تا سوم مسابقه را کسب کردند.

## رده‌بندی قهرمانی پس از مسابقه
| جایگاه | راننده        | امتیاز  |
| ------ | ------------- | ------- |
| ۱      | آلن جونز      | ۶۲      |
| ۲      | نلسون پیکه    | ۵۴      |
| ۳      | کارلوس روتمان | ۴۰ (۴۳) |
| ۴      | ژاک لافیت     | ۳۲      |
| ۵      | رنه آرنوکس    | ۲۹      |
| منبع:  |               |         |

| جایگاه | سازنده       | امتیاز |
| ------ | ------------ | ------ |
| ۱      | ویلیامز-فورد | ۱۰۵    |
| ۲      | لیجیه-فورد   | ۶۰     |
| ۳      | برابام-فورد  | ۵۵     |
| ۴      | رنو          | ۳۸     |
| ۵      | اروز-فورد    | ۱۲     |
| منبع:  |              |        |

یادداشت
- تنها پنج جایگاه نخست از هر رده‌بندی نمایش داده شده است.